# Nicolaï Schlup
Nicolaï Schlup, né le 13 octobre 1968 et mort le 9 août 2016, est un pianiste et compositeur vaudois.

## Biographie
Nicolaï Schlup est biennois d'origine. Marqué par une représentation de l'école Willems à laquelle il assiste alors qu'il n'a que 4 ans, il attrape très vite le virus de la musique, et plus précisément du piano. Il entre au conservatoire à l'âge de 7 ans, et est l'élève d'Anne-Marie Tabachnik. Il en sort vingt ans plus tard avec un diplôme d'enseignement du piano. Également compositeur, Nicolaï Schlup écrit ses premières œuvres à l'âge de 8 ans.
Nicolaï Schlup mène de front son travail d'enseignant et ses activités de musicien en tant qu'accompagnateur et compositeur. Il collabore avec divers théâtres de la région lémanique, comme le théâtre de Vidy ou le théâtre des Trois p'tits tours, institutions pour lesquelles il compose. En parallèle, il enseigne et est directeur de l'école de musique La Syncope à Morges. Il enseigne également la musique au collège de Beausobre, puis au gymnase de Nyon. Il travaille aussi avec des artistes de la scène locale comme Stéphane Blok ou François Vé, tout en restant actif dans différents chœurs comme "La Jeune harmonie" à Chernex.
De 1994 à 2001, Nicolaï Schlup habite à Vaux-sur-Morges dans la demeure de Heinrich Sutermeister, dont la « Missa da Requiem » avait fait l'objet du mémoire que Nicolaï avait rédigé pour l'obtention de son brevet d'enseignement de la musique. 
Nicolaï Schlup meurt d'une crise cardiaque le 9 août 2016, pendant des vacances à Toulouse.

## Sources
- « Nicolaï Schlup », sur la base de données des personnalités vaudoises sur la plateforme « Patrinum » de la Bibliothèque cantonale et universitaire de Lausanne.
- Laurianne Barraud, « Nicolaï Schlup, une vie au rythme de la musique », 24 heures, 2 mars 2012
- Gilles Biéler, « Le compositeur morgien Nicolaï Schlup n'enchantera plus », 24 heures, 11 août 2016, p. 28